# デイヴィッド・グリフィス

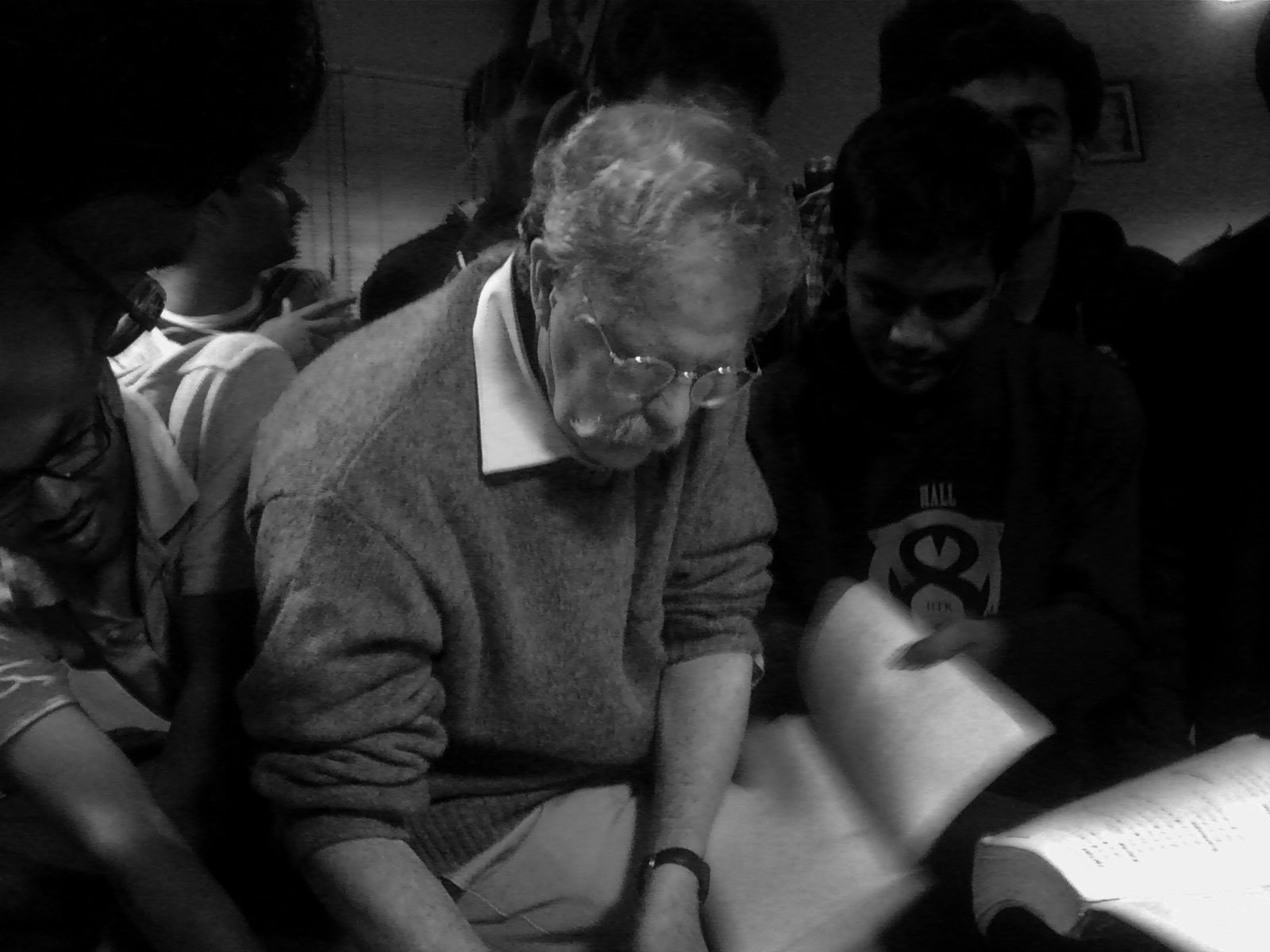
デイヴィッド・グリフィス

デイヴィッド・グリフィス（David J. Griffiths, 1942年12月5日 - ）は、アメリカ合衆国の物理学者・教育者。
電磁気学、量子力学、素粒子論について、この分野における標準的な教科書の執筆者として知られる。彼の著書は英語圏の多くの大学で採用されており、世界中でも多くの物理学の学習者に読まれている。

## 経歴
- 1970年 ハーバード大学で博士号を取得
- 1997年 ロバート・A・ミリカン賞受賞（物理学教育への貢献）
- 1978年よりオレゴン州ポートランドのリードカレッジで教鞭をとる。

## 著作
- Griffiths, David J. (1987). Introduction to Elementary Particles. Wiley, John & Sons, Inc. ISBN 0-471-60386-4
  - 花垣和則・波場直之訳『グリフィス 素粒子物理学』（丸善出版、2019年）
- Griffiths, David J. (1998). Introduction to Electrodynamics（3rd ed.）. Prentice Hall. ISBN 0-13-805326-X
  - 満田節生・坂田英明・二国徹郎・徳永英司訳『グリフィス 電磁気学I』（丸善出版、2019年）
  - 満田節生・坂田英明・二国徹郎・徳永英司訳『グリフィス 電磁気学II』（丸善出版、2020年）
- Griffiths, David J. (2004). Introduction to Quantum Mechanics（2nd ed.）. Prentice Hall. ISBN 0-13-111892-7